# П'ятиізбянський
П'ятиізбянський (рос. Пятиизбянский) — хутір у Калачевському районі Волгоградської області Російської Федерації.
Населення становить 730 осіб. Входить до складу муніципального утворення П'ятиізбянське сільське поселення.

## Історія
Хутір розташований у межах українського історичного та культурного регіону Жовтий Клин.
Згідно із законом від 20 січня 2005 року № 994-ОД органом місцевого самоврядування є П'ятиізбянське сільське поселення.

## Населення
| 2010 |
| ---- |
| 730  |